# Xã Lexington, Quận Scott, Indiana
Xã Lexington (tiếng Anh: Lexington Township) là một xã thuộc quận Scott, tiểu bang Indiana, Hoa Kỳ. Năm 2010, dân số của xã này là 3.551 người.